# هيئة تطوير منطقة عسير
هيئة تطوير منطقة عسير هيئة حكومية تأسست بأمر ملكي في عام 2018، تهدف إلى تطوير المنطقة والمدن التابعة لها بالمملكة العربية السعودية، من كافة الجوانب الاقتصادية والبيئية والعمرانية. يترأس مجلس إدارتها أمير منطقة عسير.

## التاريخ
تأسست بأمر ملكي في عام 2018 باسم «الهيئة العليا لتطوير منطقة عسير»، غير أسمها لاحقا إلى «هيئة تطوير منطقة عسير».

## المرجعية الإدارية
ترتبط هيئة تطوير منطقة عسير تنظيمياً بمجلس الوزراء وفق ما نصت عليه المادة الثالثة من تنظيم هيئات تطوير المناطق والمدن الصادرة بقرار مجلس الوزراء رقم 475 وتاريخ 05/07/1439هـ

## اختصاصاتها
- وضع سياسة عامة لتطوير وتنمية المنطقة.
- رسم الخطط وإعداد الدراسات والمخططات الاستراتيجية الشاملة.
- متابعة البرامج والإشراف على المشروعات.
- التنسيق مع الأجهزة المعنية لمتابعة تخطيط مشروعات البنية الأساسية.
- تنفيذ البرامج والمشروعات حسب الأولويات.
- وضع الإجراءات والأسس التي تتيح للقطاع الخاص المشاركة.[5]

## استراتيجية تطوير منطقة عسير
أطلق ولي العهد السعودي في عام 2021، استراتيجية منطقة عسير تحت شعار " قمم وشيم"، بهدف تحقيق نهضة تنموية شاملة بالمنطقة، وتنفيذ مشاريع استثمارية متنوعة بمبلغ (50) مليار ريال سعودي، لجعل المنطقة وجهة عالمية على مدار العام، وتشرف الهيئة على تنفيذ الاستراتيجية بما فيها تخطيط البرامج والمشروعات الاستراتيجية وتصميمها وتنفيذها.

## رؤية هيئة تطوير منطقة عسير
أن تكون عسير وجهة عالمية رائدة طوال العام، يستلهم منها الجميع الانسجام ما بين الأصالة والحداثة المبني على مكامن قوتها من أصالة وطبيعة.

## المبادئ التوجيهية
تتمثل المبادئ التوجيهية للهيئة في اتباع نهج شامل يضمن تغطية الجوانب الاقتصادية والمجتمعية والبيئية على نحو متكامل، ولتحقيق ذلك، لا بد من اتّباع 4 مبادئ توجيهية
1- إيلاء الأولوية للأصول واستدامتها مع التطوير للمستقبل (المرونة والتوازن
2- الاحتفاء بالمعالم الثقافية المحلية إيلاء الثراء الثقافي اهتمامًا خاصًا
3-  العمل مع المجتمع المحلي ومن أجله إشراك المجتمع المحلي وضمان تحقيقه للمنفعة
4- الحفاظ على الأصالة ردم الفجوة ما بين الثقافة المحلية والسياح من خارج الثقافة المحلية

## المبادرات
اقتصاد
سنوفر فرص اقتصادية تدعمها أصولنا الفريدة 10 مبادرات:-
1.  تصميم تجربة السياحة في أبها والوجهات السياحية وبنائها
1.   تعزيز الهوية والعروض والخدمات السياحية في منطقة عسير والتسويق لها
2.   تطوير الخدمات والمنتجات السياحة في منطقة عسير
3.   ضمان تقديم تجربة زائر مميزة
4.   التخطيط للوجهات السياحية (النماص – تنومة – بللسمر)
5.   عداد وإطلاق برامج تستهدف بناء قدرات المنشآت الصغيرة والمتوسطة في القطاعات ذات الصلة بالسياحة
6.   دعم تطوير قطاع السياحة من خلال الابتكار
7.   تحديد وتنفيذ خطة استثمار شاملة للأنشطة الاستثمارية في منطقة عسير
8.   تطوير وتنفيذ خطة تسويق الاستثمار في منطقة عسير لجذب المستثمرين/المنشآت الصغيرة والمتوسطة
9.   إنشاء صندوق استثمار إقليمي
إنسان
إن المجتمع المترابط بقيمه الثرية يسير نحو مستقبل زاهر 6 مبادرة
-       تنفيذ أنشطة تنمية القدرات والكفاءات في قطاع السياحة ت
·      صميم وإطلاق برنامج استقطاب المواهب والكفاءات واستبقائها
·      إجراء دراسة أولية لترميم/إعادة إحياء المواقع التراثية
·      إبراز التراث الثقافي المادي وغير المادي لمنطقة عسير
·      تمكين المجتمع المحلي من أداء دور فعال في تطوير السياحة
·      توعية المجتمع بالمزايا والفرص السياحية
أرض
سنحافظ على طبيعتنا الخالبة ونصونها لجميع الأجيال 7 مبادارات
إجراء مسح بيئي شامل وتطبيق نظم المراقبة
الحفاظ على موارد المياه الطبيعية وضمان استدامتها
إعادة تأهيل الحياة الفطرية  والموائل الطبيعية المهددة بالانقراض
تنفيذ إستراتيجية السعودية الخضراء على المستوى الإقليمي عن طريق مبادرة عسير الخضراء للتكيُّف مع التغير المناخي
ضمان الإدارة الفعالة والذكية للاستدامة البيئية تطوير الممارسات الزراعية المستدامة والترويج للمنتجات النوعية والفريدة
تمكين السياحة البيئية المستدامة في منطقة عسير

## تعرف على هيئة تطوير منطقة عسير
منطقة عسير عدد السكان 2,308,329
عدد السكان 2,308,329
عدد السكان الذكور 1,3 مليون
عدد السكان الإناث 1 مليون
الجامعات 2
مساحة 81,000 كم²
المطارات 2
المحافظات 17محافظة
المراكز 128 مركز
المستشفيات 41 مستشفى

## الادارة التنفيذية
الإدارة التنفيذية لهيئة تطوير عسير
م.هاشم الدباغ الرئيس التنفيذي المكلف
د.عمرو بن حمود العمري نائب الرئيس التنفيذي للعمليات
د. عبد القادر بن عثمان أمير نائب الرئيس التنفيذي للقطاع الفني

## معلومات تفصيلية عن الإدارة التنفيذية في هيئة تطوير منطقة عسير
الرئيس التنفيذي المكلف
م.هاشم الدباغ يشغل حاليا منصب الرئيس التنفيذي لهيئة تطوير منطقة عسير منذ عام 2022،  وتعمل الهيئة على تنفيذ استراتيجية “قمم وشيم” بعد اعتمادها من مجلس الوزراء، وتشرف الهيئة الان على تنفيذ تلك الاستراتيجية بما يحقق التنمية وتوجهها في منطقة عسير.
الخبرات
شغل منصب مستشار وزير الاستثمار، مسؤولاً عن قيادة ملف الاستراتيجية الوطنية للاستثمار وإنشاء وحدة التنفيذ المرتبطة بها في الوزارة، وعمل مستشاراً في وزارة الاقتصاد والتخطيط حيث كان مسؤولاً عن عدة ملفات منها إصلاح نظام التقاعد، السياسة المالية (بمسمى برنامج التوازن المالي الذي تحول لاحقاً إلى برنامج الاستدامة المالية، أحد برامج رؤية المملكة 2030)، وانتدب رئيسًا للمركز الوطني للدراسات الاستراتيجية التنموية، وعمل في شركة ماغرو هيل للتعليم أولاً كمدير تطوير الأعمال ثم مديرًا للشركة في المملكة. و شغل منصب مدير استثمار في شركة منارة في مملكة البحرين، وعمل في التخطيط العام لشركة أرامكو السعودية كمحلل للاقتصاد العالمي وأسواق النفط.
التعليم
حصل على البكالوريوس في بحوث العمليات والهندسة المالية مع شهادتين في الرياضيات التطبيقية وأنظمة الإدارة الهندسية من جامعة برينستون بالولايات المتحدة الأمريكية عام 2001. ثم حصل على درجة الماجستير في إدارة الاعمال من جامعة هارفرد بالولايات المتحدة الأمريكية عام 2007.
-------------------------------------------------
نائب الرئيس التنفيذي للعمليات
د.عمرو بن حمود العمري يشغل منصب نائب الرئيس التنفيذي للعمليات منذ 2021، ويتولى مسؤولية متابعة وتوجيه أنشطة التخطيط الاستراتيجي للهيئة ومتابعة تنفيذ مبادراتها ومشاريعها وقيادة التغيير بها، بالإضافة إلى متابعة وتوجيه عمليات الخدمات المساندة كالموارد البشرية والشؤون المالية وتقنية المعلومات والمشتريات والخدمات الإدارية. وساهم في إطلاق استراتيجية تطوير منطقة عسير وخطتها الإعلامية.
الخبرات
عمل في القطاع الخاص في شركة المراعي، وانضم إلى وزارة الاقتصاد والتخطيط بعد عودته من الدراسة والعمل في شركة فورد في الولايات المتحدة الأمريكية، حيث ساهم وعمل في عدة لجان وزارية وأميناً عاماً لها، منها ما ساهم في تأسيس هيئة المحتوى المحلي، والمركز الوطني للتنافسية، وهيئة البحث والتطوير والابتكار، ورئيساً لقطاع الدراسات والتكنولوجيا والابتكار في وزارة الاقتصاد والتخطيط، ثم انتقل إلى هيئة كفاءة الإنفاق والمشروعات الحكومية ليشغل منصب مدير عام جميع القطاعات المدنية الحكومية، مثّل الدكتور عمرو المملكة في العديد من الاجتماعات لدى الأمم المتحدة واليونسكو، ولديه عدة عضويات ومجالس.
التعليم
حصل على شهادة البكالوريوس في هندسة النظم من جامعة الملك فهد للبترول والمعادن، ثم شهادة الماجستير في هندسة النظم، وثم شهادة ماجستير في إدارة الأعمال، ونال شهادة دكتوراه في الهندسة الصناعية ونظم الإدارة من الولايات المتحدة الأمريكية.
الجوائز
حصل الدكتور على عدة جوائز منها أفضل طالب دراسات عليا على مستوى الجامعة، وعدة شهادات منها SSBB، وISO9000 Auditor، وPMP.
نائب الرئيس التنفيذي للقطاع الفني
د. عبد القادر بن عثمان أمير يشغل منصب المدير التنفيذي لقطاع التخطيط والتطوير منذ تاريخ 1/10/2023 ، والذي يُعنى بتحديد الاحتياجات التنموية وعمليات التصميم للبنية التحتية، وإعداد الهيكلية الرئيسية للجوانب المتعلقة باستخدام المناطق لتطوريها، وعميد كلية الهندسة في جامعة الأعمال والتكنولوجيا في جدة.
الخبرات
خبير التخطيط والتصميم الحضري في مجالي العمل الحكومي والعمل الأكاديمي حيث عمل أستاذ ورئيس قسم تخطيط المدن، وقسم العمارة في جامعة الملك فهد للبترول والمعادن وعمل خلال الأعوام الأخيرة الماضية في القطاع البلدي كمساعد لأمين جدة للتخطيط الاستراتيجي والحضري لفترتين متتاليتين، ومستشاراً في أمانة منطقة مكة المكرمة لتطوير العشوائيات، ثم وكيلاً لوزارة الشؤون البلدية والقروية، كما شغل منصب نائب الرئيس التنفيذي لشركة جدة للتطوير العمراني.
التعليم
حصل على شهادة البكالوريوس في تخطيط المدن مع مرتبة الشرف الثانية من جامعة الملك فهد للبترول والمعادن في عام 1985، ثم حصل على الدرجة الماجستير في تخطيط المدن والتصميم الحضري من جامعة واشنطن في عام 1989، وحصل على الدكتوراة في العمارة من جامعة معهد جورجيا للتقنية بالولايات المتحدة الإمريكية في عام 1998.

## الممكنات و المشاريع الاستراتيجية
تأتي الأولوية في دعم تنفيذ مشاريع الممكنات الإستراتيجية التسعة، باعتبارها أهم عوامل النجاح الرئيسة للإستراتيجية
الطرق:
يهدف ممكن الطرق إلى إعادة تفعيل مشاريع الطرق المحورية جدة – جازان وعسير – جازان المتابعة والإشراف على مشاريع الطرق والعقبات الإسفلتية والمشاريع المتعثرة في المنطقة.
الإنجازات:
1. التنسيق مع الجهات ذات العلاقة، لإعادة تفعيل مشاريع الطرق المحورية عن طريق المركز الوطني للتخصيص وهيئة كفاءة الإنفاق والمشروعات الحكومية.
2. المتابعة والإشراف على مشاريع التنفيذ والصيانة لرفع مستوى جودة العقبات والطرق في منطقة عسير. منظومة المياه

يهدف ممكن منظومة المياه إلى إنهاء عجز منطقة عسير من المياه المحلاة الواردة المقدر بـ 110,000 م/مكعب يوميًا ورفع نسبة تغطية شبكات المياه في منطقة عسير إلى 96% ورفع نسبة تغطية شبكات المياه والصرف الصحي إلى 98% بحلول عام 2030م.
إنجازات تحلية المياه:
1. إنهاء عجز منطقة عسير من المياه المحلاة الواردة.
2. رفع نسبة المياه المحلاة الواردة للمنطقة إلى 122%.
3. اكتمال مشروع نظام نقل مياه من منظومة إنتاج الشقيق إلى مدينة أبها بطاقة (275) ألف م/مكعب يوم.
4. اكتمال نظام نقل مياه من منظومة إنتاج الشقيق إلى تهامة عسير بطاقة (100) ألف م/مكعب يوم.

المدينة الجامعية
يهدف ممكن المدينة الجامعية لمواءمة مخرجات الجامعة مع إستراتيجية تطوير منطقة عسير، وإكمال المدينة الجامعية بعد تعطل دام 23 سنة، وتخصيص مبنى الجامعة (قريقر) للطالبات بعد نقل جميع الطلبة للمدينة الجامعية.
الإنجازات:
1. تم تنفيذ المدينة الجامعية عن طريق 31 مشروعًا وبتكلفة إجمالية تقارب الـ 10مليار ريال بدعم من هيئة كفاءة الإنفاق والمشروعات الحكومية.
2. إنشاء مستشفى جامعي بسعة 800 سرير.
3. إجمالي عدد المباني التعليمية – الكليات العلمية والنظرية والطبية 18، بطاقة استيعابية تصل إلى 43,555 طالب وطالبة.
4. تم نشاء مكتبة مركزية مساحتها 36 ألف متر مربع بطاقة استيعابية 2500 شخص.
5. تم إنشاء مركز مؤتمرات مساحته 2.100 متر مربع بطاقة استيعابية 1500 شخص.
6. استاد رياضي يبلغ مساحته 61,551 متر مربع بسعة 22 ألف متفرج.

المدينة الصناعية الثانية
يهدف ممكن المدينة الصناعية الثانية لتخصيص الأرض الخاصة بالمدينة الصناعية الثانية والمباشرة بالأعمال التي تخدم اســتراتيجية منطقة عســير بمســاحة تقدر بـــــــــ (19.2) مليون م2. لتمكين الصناعة في المنطقة والمساهمة في تنويع الاقتصاد الوطني وتحقيق أهداف استراتيجية منطقة عســـــير وتوفير البنية التحتية لأنشـــــطة الصـــــناعية المتوســـــطة والخفيفة لتلبية الطلب المحلي مع ضمان الحفاظ على الاستدامة البيئية.
الإنجازات:
1. اصدار قرار تخصيص الأرض الخاصة بالمدينة الصناعية الثانية.
2. تطوير المرحلة الأولى على مساحة 2 مليون متر مربع.
3. اطالق مشروع المدينة الصناعية الثانية بمنطقة عسير.
4. البدء في اعمال البنية التحتية لشبكات الطرق والشبكة الكهربائية وخطوط المياه.
5. تقديم الدعم اللازم والتنسيق مع الجهات الخدمية بالمنطقة الاستكمال مشاريع البنى التحتية للمدينة.

الصحة
يهدف ممكن الصحة إلى العمل على إنشاء مدينة الملك فيصل الطبية لإقليم الجنوب (عسير / جازان / نجران / الباحة) بسعة سريرية 1024 سرير، مع توفير 15 تخصص طبي.
الإنجازات:
1. انهاء دراسة الجدوى واعتماد الطرح بعد تعثر لمدة 13 عام.
2. إعادة تفعيل المشروع عن طريق المركز الوطني للتخصيص ودعم هيئة كفاءة الانفاق والمشروعات الحكومية.
3. التنسيق مع الجهات الخدمية بالمنطقة لاستكمال مشاريع البنى التحتية للمدينة الطبية والإسعاف الجوي بالمنطقة.
4. التنسيق بين مقدمي الخدمات الصحية بالمنطقة والانتهاء من دراسة السعة والطلب للتحول الصحي كأول منطقة بالمملكة. الاتصالات وتقنية المعلومات

يهدف ممكن الاتصالات وتقنية المعلومات إلى العمل على زيادة عدد الأبراج وسرعة الإنترنت في منطقة عسير.
الإنجازات:
1. تفعيل أول تجوال محلي بمنطقة عسير كأول منطقة في المملكة العربية السعودية.
2. زيادة عدد الأبراج 4G  من (1930) إلى (2396) وعدد الأبراج 5G  من (0) إلى (569) بحلول عام 2023م.
3. زيادة سرعة الإنترنت في منطقة عسير من (23.45) إلى (141) ميجا بت/ث بحلول عام 2023م.
4. زيادة تغطية عدد المساكن بشبكة الألياف الضوئية إلى (122,000) بحلول عام 2030م.

موثوقية شبكة الكهرباء
يهدف ممكن موثوقية شبكة لكهرباء لخفض معدل مرات الانقطاع للمشترك الواحد بالسنة ليصبح (1.21 مرة انقطاع/ سنة) وخفض معدل دقائق الانقطاع للمشترك الواحد بالسنة ليصبح ( 70دقيقة انقطاع/ سنة).
الإنجازات:
المتابعة والاشراف على مشاريع دعم موثوقية الكهرباء في منطقة عسير
مطار أبها الدولي الجديد
يهدف ممكن مطار أبها الدولي إلى إطلاق مطار جديد مميز بتصميم عالمي يعكس تراث وثقافة المنطقة بسعة تقديرية 10 مليون مسافر سنويا بنهاية عام 2027م و13 مليون مسافر سنوياً بنهاية 2037م.
الإنجازات:
1. العمل على توسعة مبنى المطار الحالي لرفع الطاقة الاستيعابية من 1.1 مليون مسافر إلى 1.6 مليون مسافر سنويًا.
2. إعادة تفعيل مشروع مطار أبها الجديد من خلال المركز الوطني للتخصيص.
3. حقق مطار أبها الدولي المركز الثاني عالميًا لفئة المطارات الصغيرة في الالتزام بمواعيد الإقلاع والوصول.
4. إعلان المخطط العام والتصاميم لمشروع مطار أبها الدولي الجديد.

منظومة البلديات و الإسكان
يهدف ممكن منظومة البلديات والإسكان إلى تحفيز المعروض السكني وخلق البيئة السكنية المناسبة لسكان وزوار المنطقة وزيادة نسبة مشاركة الإسكان التنموي والمشاركة المجتمعية.
الإنجازات:
1. اكتمال عدد من مشاريع التطوير العقاري في المنطقة.
2. اكتمال بناء وتوزيع عدد 950 وحدة سكنية من الإسكان التنموي.
3. المتابعة والإشراف على تنفيذ أعمال أنسنة المدن وتحسين المشهد الحضري.

## وصلات خارجية
الموقع الرسمي

رقم الاتصال الهاتفي :

966172389666+